# A New Leaf
A New Leaf – singel łódzkiego zespołu Kamp! wydany w czerwcu 2014 r. przez Brennnessel (numer katalogowy BRN026). Piosenkę nagrano w madryckim studio Red Bulla. Na stronie B singla znajduje się instrumentalny utwór „Satansbraten”. Zdjęcie na okładkę singla, jak również teledysk, zrealizowała fotograf Sonia Szóstak. Miksy i mastering wykonał Marcin 'Kwazar' Cisło.

## Lista utworów

### Singel winylowy / digital (BRN026)
| 1. | „A New Leaf”   | 3:48  |
|    |                |       |
| 2. | „Satansbraten” | 3:33  |
|    |                |       |
|    |                | 07:21 |
|    |                |       |

### RemiksFlirtini
| 1. | „A New Leaf” (Flirtini remix) | 3:34  |
|    |                               |       |
|    |                               | 03:34 |
|    |                               |       |

## Kompozycja
"A New Leaf” napisano w tonacji G-dur i w tempie 103 BPM, a instrumentalny „Satansbraten” w tonacji D♯-dur, z tempem 125 BPM. Oba utwory reprezentują gatunek muzyki elektronicznej – electro house.

## Notowania
- Uwuemka: 17[4]
- Lista Przebojów Trójki: 45[5]
- SLiP: 47[6]

## Teledysk
Obraz opublikowany 4 czerwca 2014 r. wyreżyserowała Sonia Szóstak, autorka okładki singla. Jego celem było ukazanie w sposób artystyczny kobiecej seksualności. Pokazuje on budzącą się na niebieskiej pościeli kobietę (modelka Charlotte Tomaszewska), która następnie masturbuje się. Twarz jej została zakryta właśnie okładką singla (zdjęcie okładki sprawia wrażenie, jakby ktoś dusił bohaterkę), z powodu wycofania zgody na upublicznienie wizerunku modelki.